# Penistone
Penistone est une ville de marché et une paroisse civile du Yorkshire du Sud, en Angleterre.